# 科洛蒙卡瓜
科洛蒙卡瓜（西班牙語：Colomoncagua），是洪都拉斯的城鎮，位於該國西部，由因蒂布卡省負責管轄，面積181.42平方公里，海拔高度882米，2001年人口15,531，人口密度每平方公里85.61人。
13°57′N 88°17′W / 13.950°N 88.283°W